# Трыбала, Мажена
Мажена Трыбала (пол. Marzena Trybała) — польская актриса театра, кино и телевидения.

## Биография
Мажена Трыбала родилась 16 ноября 1950 года в Кракове. Актёрское образование получила в Государственной высшей театральной школе им. Людвика Сольского в Кракове, которую окончила в 1972 году. Актриса театров в Кракове. Выступает в спектаклях «театра телевидения» с 1972 года.

## Избранная фильмография
- 1972 — 150 км в час / 150 na godzinę
- 1972 — Путешествие за улыбку / Podróż za jeden uśmiech
- 1972 — Коперник / Kopernik
- 1978 — Роман и Магда / Roman i Magda
- 1981 — Случай / Przypadek
- 1983 — Предназначение / Przeznaczenie
- 1983 — Привидение / Widziadło
- 1984 — Без конца / Bez końca
- 1985 — Дезертиры / C.K. Dezerterzy
- 1985 — Исповедь сына века / Spowiedź dziecięcia wieku
- 1986 — Чужой дома / Obcy w domu
- 1986 — Предупреждения / Zmiennicy (телесериал)
- 1988 — Изумление / Oszołomienie
- 1990 — Корчак / Korczak
- 1990 — Возвращение волчицы / Powrót wilczycy
- 1994 — Три цвета: Белый / Trois Couleurs: Blanc
- 2003 — Погода на завтра / Pogoda na jutro